# Wudalianchi (köping i Kina)
Wudalianchi (kinesiska: 五大连池, 五大连池镇) är en köping i Kina. Den ligger i provinsen Heilongjiang, i den nordöstra delen av landet, omkring 320 kilometer norr om provinshuvudstaden Harbin.
Genomsnittlig årsnederbörd är 882 millimeter. Den regnigaste månaden är juli, med i genomsnitt 264 mm nederbörd, och den torraste är februari, med 8 mm nederbörd.